# Markus Husterer
Markus Husterer (* 16. Juni 1983 in Ingolstadt) ist ein ehemaliger deutscher Fußballspieler.

## Karriere

### Vereine
Husterer begann in Böhmfeld beim ortsansässigen FC Böhmfeld im oberbayerischen Landkreis Eichstätt mit dem Fußballspielen, ehe er über die Jugendabteilung des MTV Ingolstadt zur B-Jugend des FC Bayern München gelangte und dort den Sprung zu den Amateuren schaffte. Während der Saison 2003/04 wurde er an den VfB Stuttgart ausgeliehen und kam – einwechslungsbedingt – zu zwei Kurzeinsätzen in der Bundesliga. Sein Debüt gab er am 18. Oktober 2003 (9. Spieltag) beim 3:1-Sieg im Auswärtsspiel gegen Werder Bremen, bevor er zehnmal für die Regionalliga-Mannschaft zum Einsatz kam.
2004 wechselte er zum Zweitligisten Eintracht Frankfurt und trug mit 17 Einsätzen in der Saison 2004/05 zum Aufstieg in die Bundesliga bei, in der er bis zum 31. Dezember 2005 jedoch nicht eingesetzt wurde. 
Dieser Umstand veranlasste ihn im Januar 2006 dazu, zum FC Bayern München zurückzukehren. Nach 16 Einsätzen und zwei erzielten Toren verließ er die Bayern und war ab der Saison 2006/07 für den Zweitligisten Eintracht Braunschweig spielberechtigt. Mit dem Abstieg in die Regionalliga Nord wechselte Husterer in die Regionalliga Süd zum FSV Frankfurt, mit dem er am Ende der Saison aufstieg und mit beitrug die Spielklasse bis 2010 zu halten.
Zur Saison 2010/11 wechselte Husterer zum Drittligisten Kickers Offenbach, für den er in drei Spielzeiten 79 Drittligaspiele bestritt und acht Tore erzielte. Mit Auslaufen des Vertrages nach Saisonende beendete er auch seine Fußballerkarriere.

### Nationalmannschaft
Husterer absolvierte vier Länderspiele für die U-19-Nationalmannschaft. Sein Debüt gab er am 8. November 2001 in Lübeck beim 3:1-Sieg über die Auswahl Schwedens. In den Länderspielbegegnungen am 15. November 2001 in Schweinfurt (2:1-Sieg gegen die Auswahl der Türkei), am 27. März 2002 in Padrao da Legua (1:2-Niederlage gegen die Auswahl der Tschechischen Republik) und am 28. März 2002 in Sao Mamede de Infesta (2:0-Sieg gegen die Auswahl Griechenlands) wirkte er ebenfalls mit.

## Erfolge
- Deutscher A-Juniorenmeister 2001
- Zweiter der B-Juniorenmeisterschaft 2000